# Anonymous;Code
Anonymous;Code est un jeu vidéo de type visual novel développé par Mages et Chiyomaru Studio, sorti en juillet 2022 pour PlayStation 4, PlayStation Vita et Nintendo Switch au Japon, après de multiples reports.

## Trame
En l'an 2036, le « Problème 2036 » se produit, un incident impliquant des ordinateurs qui entraînent la destruction de grandes villes du monde. Un événement similaire devrait avoir lieu en 2038, donc un supercalculateur appelé Gaia est utilisé pour créer une Terre alternative à l'aide d'un simulateur terrestre afin d'étudier les effets possibles de la catastrophe imminente. L'expérience était initialement peu concluante en raison de la possibilité de faibles taux de natalité sur la Terre alternative, donc un message appelé le Message Arecibo a été utilisé pour permettre aux humains d'y vivre. Cependant, l'humanité de la Terre alternative crée ensuite son propre simulateur de Terre, ce qui soulève des questions sur l'existence de la Terre d'origine. Le jeu se déroule en 2037. Le protagoniste, un pirate nommé Pollon Takaoka, a une capacité qui lui permet de sauvegarder et de charger des événements, tout comme avec les fonctionnalités de sauvegarde dans les jeux vidéo.

## Développement et publication
Anonymous;Code est développé par Chiyomaru Studio et Mages, et est écrit par Chiyomaru Shikura. Il s'agit du premier travail autonome développé par Chiyomaru Studio,.
Le jeu devrait être publié par Mages pour la PlayStation 4, PlayStation Vita et Nintendo Switch au Japon. Le jeu devrait sortir fin 2020 après un délai "avant les Jeux olympiques d'été 2020".